# 李敬猷
李敬猷，安康郡（今陕西省汉阴县西北）人，北周官员。
李敬猷世为山南豪族，在南朝出仕。曾祖父李方达，南齐末年，担任本州治中。祖父李元真，在南梁历任东宫左卫率、东梁衡二州刺史、散骑常侍，封沌阳侯。其父李遷哲被西魏俘虏，北周时封安康郡公。李敬猷长兄李敬仁在李迁哲之前去世。排行第六的李敬猷嗣爵安康郡公，统率其父亲兵，起家大都督。建德六年（577年），跟随谯王宇文俭讨稽胡有功，进位为仪同大将军。官至上开府仪同三司、使持节诸军事莒州刺史、骠骑大将军、行台侍郎、谥号武。他的儿子李袭志、李袭誉为唐朝开国功臣。